# Spirit - Il ribelle
Spirit - Il ribelle (Spirit Untamed) è un film d'animazione del 2021 diretto da Elaine Bogan, con la co-regia di Ennio Torresan.
La pellicola, sequel del film del 2002 Spirit - Cavallo selvaggio, è il remake cinematografico della prima stagione della serie animata Spirit: Avventure in libertà.

## Trama
Nel selvaggio West, Milagro Navarro-Prescott si esibisce nel circo fino a quando non cade da cavallo durante una delle sue esibizioni e rimane uccisa. Anni dopo, la sua giovane figlia, Fortuna "Lucky" Navarro-Prescott, vive con la zia Cora e il nonno James in una città sulla costa orientale. Tuttavia, dopo che Lucky fa entrare uno scoiattolo nella loro casa e rovina la festa di suo nonno (in corsa per la campagna per diventare Governatore), lei e Cora si dirigono verso la città occidentale di Miradero, dove staranno con il padre di Lucky, Jim, di cui Lucky non ha  saputo più nulla dopo l'incidente di sua madre, per passare l'estate. Sul treno, Lucky nota un cavallo Mustang che corre con la sua mandria e va sul retro del treno per incontrarlo. All'arrivo a Miradero, la coppia incontra due giovani ragazze locali: Pru Granger (e suo padre Al) e Abigail Stone (e suo fratello Snips).
Il giorno seguente, Lucky si reca in un recinto dove vede lo stesso cavallo di prima che è stato maltrattato in modo abusivo da un uomo di nome Hendricks (incontrato il giorno prima sul treno). Lucky dice a Jim e Cora del cavallo, pensando che possa essere il suo nuovo amico, ma Jim non vuole che Lucky si avvicini ai cavalli dopo quello che è successo a Milagro. Tuttavia, Pru e Abigail aiutano Lucky a conquistare la fiducia del cavallo, che lei chiama Spirit. Dopo un po', Spirit si fida abbastanza di Lucky, mangiando una mela che lei gli offre e le permette di accarezzarlo, sigillando il loro legame.
Lucky tenta di cavalcare Spirit, ma il cavallo scappa dal recinto e fugge, mentre Lucky viene salvata da Pru e Abigail dopo che stavano quasi cadendo da un dirupo. Jim rimprovera Lucky per avergli disobbedito, facendo credere a Lucky di aver rinunciato a lei. Lucky sgattaiola di notte attraverso la foresta dove trova Spirit insieme alla sua mandria, ma vengono interrotti da Hendricks e dai suoi uomini, che catturano tutti i cavalli tranne Spirit e li caricano su di un treno rubato. Sapendo che Hendricks e i suoi uomini sono mandriani, che stanno portando i cavalli su una barca per essere venduti all'asta e inviati al nord per lavorare fino alla morte, Lucky accetta di aiutare Spirit a salvare la sua mandria. Arruola Pru e Abigail con i loro cavalli per intraprendere un viaggio per cercare di tagliare la strada ai mandriani, arrivando per prime ad un deposito d'acqua situato al di là di una vetta chiamata Heck Mountain. Durante il viaggio, Lucky costruisce la sua relazione con Spirit e diventa buona amica di Pru e Abigail.
Le ragazze raggiungono il deposito dell'acqua la notte prima dell'arrivo dei furfanti, ma Lucky si sveglia il giorno dopo realizzando che Hendricks e i suoi uomini sono arrivati prima del previsto. Spirit tenta disperatamente di salvare la sua mandria da solo, ma viene catturato dai mandriani; inizialmente Lucky scoraggiata crede che non rivedrà più il suo amico ma Pru e Abigail la incoraggiano a non arrendersi. Di nuovo più determinata che mai a salvare Spirit, Lucky e le sue amiche seguono il treno fino al molo, dove i mandriani stanno imbarcando i cavalli. Le ragazze arrivano troppo tardi per impedire alla barca di partire, ma riescono a salvare Spirit (mentre Pru e Abigail distraggono gli altri uomini rimasti a terra). Lucky e Spirit salgono a bordo saltando giù dal molo, liberano gli altri cavalli e sottomettono i mandriani, con Spirit che fa cadere Hendricks dalla barca. Jim, Cora e Al (che sono stati informati dell'assenza delle ragazze da Snips) si presentano su un treno a vapore veloce e arrestano Hendricks e gli altri mandriani.
Sulla via del ritorno a Miradero, le ragazze si recano in un campo nel mezzo della natura selvaggia e lì Lucky lascia andare Spirit, dicendo che deve rimanere con la sua mandria. Quando tornano a casa, Lucky e Cora inizialmente progettano di tornare in città, ma dopo che Lucky si lega a Jim a un rodeo, decide invece di rimanere a Miradero con lui e i suoi amici, mentre si vede Spirit cavalcare attraverso i campi con la sua mandria.

## Produzione
Il 7 ottobre 2019 la DreamWorks Animation annuncia lo sviluppo di un film basato sulla serie Spirit: Avventure in libertà, che ha come regista Elaine Bogan e la coregia di Ennio Torresan, su una sceneggiatura scritta dal creatore della serie, Aury Wallington. La produzione del film si è svolta a distanza a causa della pandemia di COVID-19.
Il film ha un budget inferiore al primo capitolo in quanto fatto con una diversa animazione al di fuori della DreamWorks.

## Promozione
Il primo teaser trailer del film è stato diffuso da Taylor Swift sul suo profilo Facebook.

## Distribuzione
Il film è stato distribuito nelle sale cinematografiche statunitensi a partire dal 4 giugno 2021 ed in quelle italiane dal 17 giugno dello stesso anno.

## Riconoscimenti
- 2022 - Annie Award[6]
  - Candidatura per il miglior storyboarding